# Ruddy Buquet
Ruddy Buquet (Amiens, 29 januari 1977) is een Frans voetbalscheidsrechter. Hij is in dienst van FIFA en UEFA sinds 2011. Ook leidt hij sinds 2008 wedstrijden in de Ligue 1.
Op 9 augustus 2008 leidde Buquet zijn eerste wedstrijd in de Franse nationale competitie. Tijdens het duel tussen FC Sochaux en Grenoble Foot 38 (1–2 voor Grenoble) trok de leidsman viermaal de gele kaart. In Europees verband debuteerde hij tijdens een wedstrijd tussen FK Sarajevo en Örebro SK in de voorronde van de UEFA Europa League; het eindigde in 2–0 voor Sarajevo en Buquet gaf acht gele kaarten. Zijn eerste interland floot hij op 17 november 2009, toen Qatar met 0–2 verloor van België. Tijdens dit duel gaf Buquet twee gele kaarten.

## Interlands
| Datum             | Plaats                        | Wedstrijd                          | Uitslag | Competitie             | Kreeg geel | Kreeg voor de tweede keer geel en dus rood | Weggestuurd |
| ----------------- | ----------------------------- | ---------------------------------- | ------- | ---------------------- | ---------- | ------------------------------------------ | ----------- |
| 17 november 2009  | Sedan, Frankrijk              | Qatar – België                     | 0 – 2   | Vriendschappelijk      | 2          | 0                                          | 0           |
| 17 november 2010  | Saint-Gratien, Frankrijk      | Senegal – Gabon                    | 2 – 1   | Vriendschappelijk      | 2          | 0                                          | 0           |
| 11 september 2012 | Beauvais, Frankrijk           | Gabon – Saoedi-Arabië              | 1 – 0   | Vriendschappelijk      | 0          | 0                                          | 0           |
| 14 november 2012  | Andorra la Vella, Andorra     | Andorra – IJsland                  | 0 – 2   | Vriendschappelijk      | 1          | 0                                          | 0           |
| 10 september 2013 | Strovolos, Cyprus             | Cyprus – Slovenië                  | 0 – 2   | WK 2014 kwalificatie   | 5          | 0                                          | 0           |
| 25 mei 2014       | Dublin, Ierland               | Ierland – Turkije                  | 1 – 2   | Vriendschappelijk      | 1          | 0                                          | 0           |
| 7 september 2014  | Aveiro, Portugal              | Portugal – Albanië                 | 0 – 1   | EK 2016 kwalificatie   | 7          | 0                                          | 0           |
| 25 maart 2015     | Beauvais, Frankrijk           | Gabon – Mali                       | 4 – 3   | Vriendschappelijk      | 1          | 0                                          | 1           |
| 12 juni 2015      | Zenica, Bosnië en Herzegovina | Bosnië en Herzegovina – Israël     | 3 – 1   | EK 2016 kwalificatie   | 4          | 0                                          | 0           |
| 3 september 2015  | Bakoe, Azerbeidzjan           | Azerbeidzjan – Kroatië             | 0 – 0   | EK 2016 kwalificatie   | 6          | 0                                          | 0           |
| 27 maart 2016     | Cluj-Napoca, Roemenië         | Roemenië – Spanje                  | 0 – 0   | Vriendschappelijk      | 2          | 0                                          | 0           |
| 5 juni 2016       | Monaco                        | Rusland – Servië                   | 1 – 1   | Vriendschappelijk      | 0          | 0                                          | 0           |
| 9 oktober 2016    | Tampere, Finland              | Finland – Kroatië                  | 0 – 1   | WK 2018 kwalificatie   | 3          | 0                                          | 0           |
| 26 maart 2017     | Londen, Engeland              | Engeland – Litouwen                | 2 – 0   | WK 2018 kwalificatie   | 3          | 0                                          | 0           |
| 10 juni 2017      | Warschau, Polen               | Polen – Roemenië                   | 3 – 1   | WK 2018 kwalificatie   | 1          | 0                                          | 0           |
| 10 oktober 2017   | Salon-de-Provence, Frankrijk  | Gabon – Benin                      | 0 – 1   | Vriendschappelijk      | 0          | 0                                          | 0           |
| 9 november 2017   | Aberdeen, Schotland           | Schotland – Nederland              | 0 – 1   | Vriendschappelijk      | 2          | 0                                          | 0           |
| 26 maart 2018     | Genève, Zwitserland           | Portugal – Nederland               | 0 – 3   | Vriendschappelijk      | 2          | 1                                          | 0           |
| 11 september 2018 | Zenica, Bosnië en Herzegovina | Bosnië en Herzegovina – Oostenrijk | 1 – 0   | Nations League 2018/19 | 3          | 0                                          | 0           |
| 14 oktober 2018   | Glasgow, Schotland            | Schotland – Portugal               | 1 – 3   | Vriendschappelijk      | 1          | 0                                          | 0           |
| 16 november 2018  | Ljubljana, Slovenië           | Slovenië – Noorwegen               | 1 – 1   | Nations League 2018/19 | 3          | 0                                          | 0           |
| 22 maart 2019     | Sofia, Bulgarije              | Bulgarije – Montenegro             | 1 – 1   | EK 2020 kwalificatie   | 6          | 0                                          | 0           |
| 14 november 2019  | Loulé, Portugal               | Portugal – Litouwen                | 6 – 0   | EK 2020 kwalificatie   | 2          | 0                                          | 0           |
| 13 oktober 2020   | Köln, Duitsland               | Duitsland – Zwitserland            | 3 – 3   | Nations League 2020/21 | 6          | 1                                          | 0           |
| 8 september 2021  | Cardiff, Wales                | Wales – Estland                    | 0 – 0   | WK 2022 kwalificatie   | 3          | 0                                          | 0           |
| 12 november 2021  | Londen, Engeland              | Engeland – Albanië                 | 5 – 0   | WK 2022 kwalificatie   | 4          | 0                                          | 0           |
| 29 maart 2022     | Zürich, Zwitserland           | Zwitserland – Kosovo               | 1 – 1   | Vriendschappelijk      | 2          | 0                                          | 0           |
| 2 juni 2022       | Ljubljana, Slovenië           | Slovenië – Zweden                  | 0 – 2   | Nations League 2022/23 | 5          | 0                                          | 0           |
| 27 september 2022 | Parijs, Frankrijk             | Brazilië – Tunesië                 | 5 – 1   | Vriendschappelijk      | 5          | 0                                          | 1           |
| 19 juni 2023      | Trnava, Slowakije             | Oekraïne – Malta                   | 1 – 0   | EK 2024 kwalificatie   | 4          | 0                                          | 0           |

Laatst bijgewerkt op 20 juni 2023.